# Half Dome
Half Dome este un munte cu altitudinea de 2693 m deasupra n.m. situat în Parcul Național Yosemite, din statul California, SUA. Roca predominantă este granitul, vârful fiind la capătul vestic al lui Yosemite Valley. In fiecare an muntele este escaladat de mii de alpiniști, sau turiști, care pot urca muntele pe cărare cu o lungime de 25 de km, și cu o diferență de nivel de 1500 de m, drumul durând în medie 10 ore. Ultima porțiune are o înclinare de peste 45°. Aici calea netedă este din granit, fiind asigurată cu cabluri de oțel. Pe timp umed sau îngheț urcarea este contraindicată.